# Myxaméba
Myxaméba je bezbičíkaté stadium mnohých hlenek. Pohybuje se amébovitě, má jedno haploidní jádro a v určitých případech může být i pohlavní buňkou. Živí se obvykle bakteriemi, dělí se binárně, a to dokud není vyčerpána dostupná potrava.
U parazitických hlenek vzniká po průniku myxomonády do buňky hostitele.